# دووانگ ون مین
دووانگ ون مین (Dương Văn Minh) (زادهٔ ۱۶ فوریه ۱۹۱۶ – درگذشته ۶ اوت ۲۰۰۱) سیاست‌مدار اهل ویتنام بود. وی از تاریخ 
۲۸ آوریل تا ۳۰ آوریل ۱۹۷۵ رئیس‌جمهور ویتنام بوده‌است.